# Misje dyplomatyczne Armenii

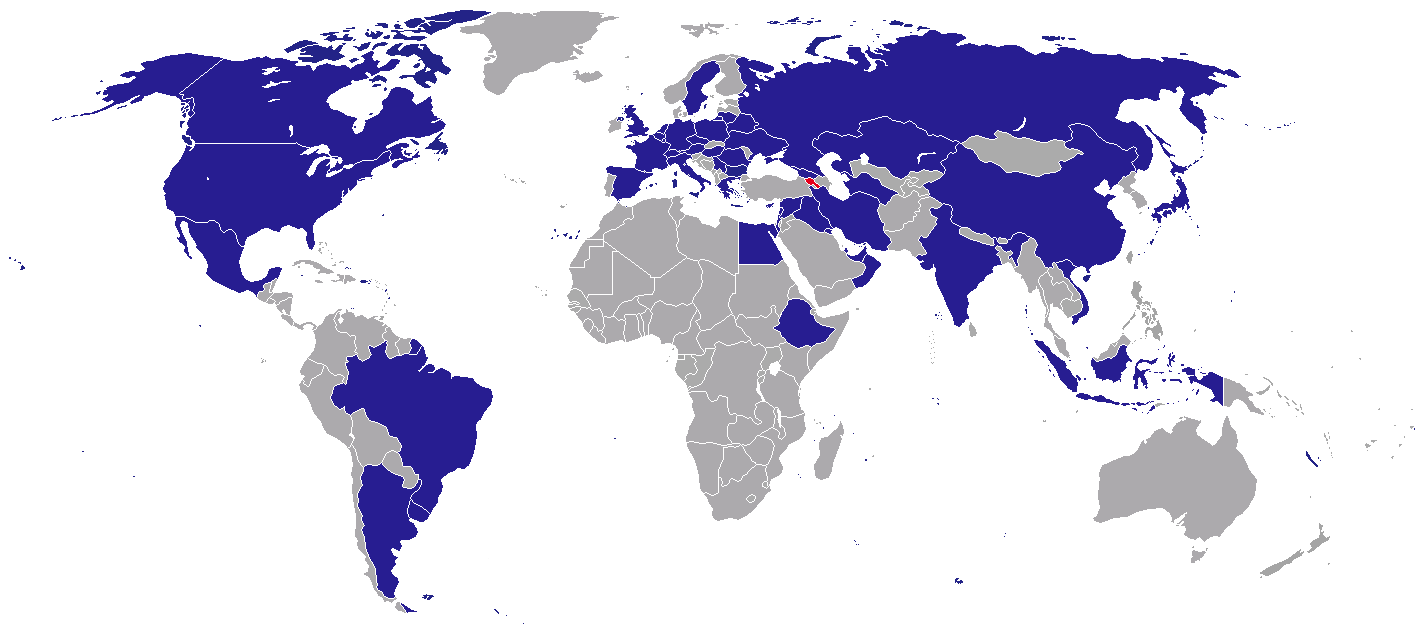
Kraje, w których Republika Armenii ma swoje przedstawicielstwa dyplomatyczne

Misje dyplomatyczne Armenii – przedstawicielstwa dyplomatyczne Republiki Armenii przy innych państwach i organizacjach międzynarodowych. Poniższa lista zawiera wykaz obecnych ambasad i konsulatów zawodowych. Nie uwzględniono konsulatów honorowych.

## Europa
- Austria
  - Wiedeń (ambasada)
- Belgia
  - Bruksela (ambasada)
- Białoruś
  - Mińsk (ambasada)
- Bułgaria
  - Sofia (ambasada)
- Czechy
  - Praga (ambasada)
- Dania
  - Kopenhaga (ambasada)
- Francja
  - Paryż (ambasada)
- Grecja
  - Ateny (ambasada)
- Hiszpania
  - Madryt (ambasada)
- Holandia
  - Haga (ambasada)
- Niemcy
  - Berlin (ambasada)
- Polska
  - Warszawa (Ambasada)
- Rosja
  - Moskwa (ambasada)
  - Petersburg (konsulat generalny)

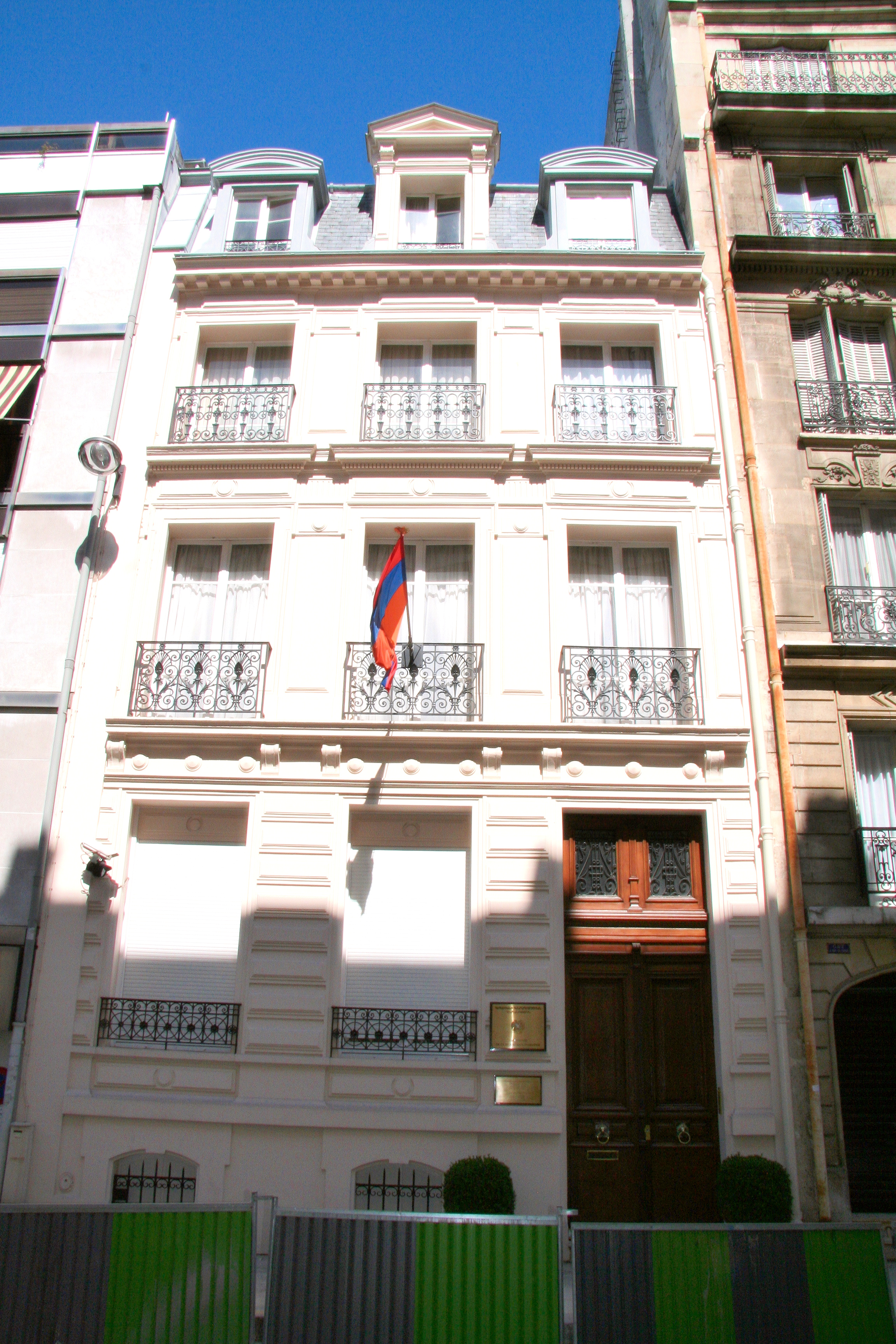
Ambasada Armenii w Paryżu

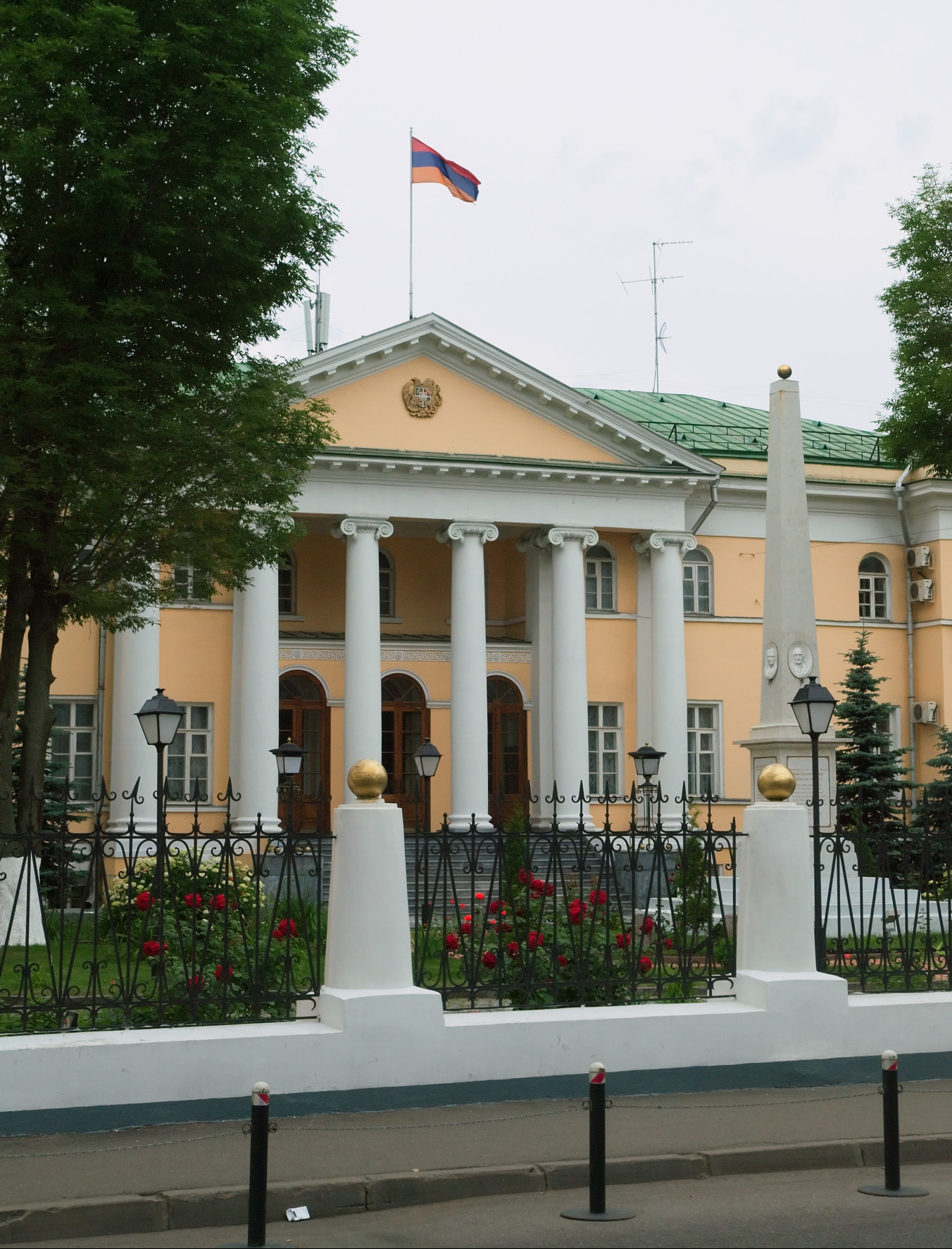
Ambasada Armenii w Moskwie

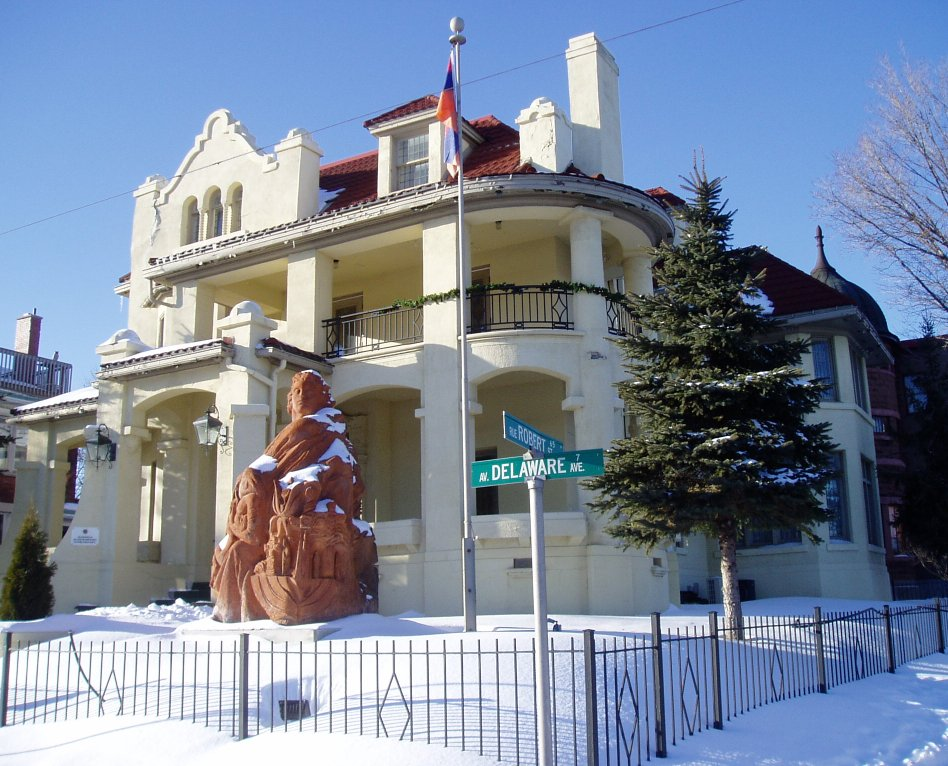
Ambasada Armenii w Ottawie

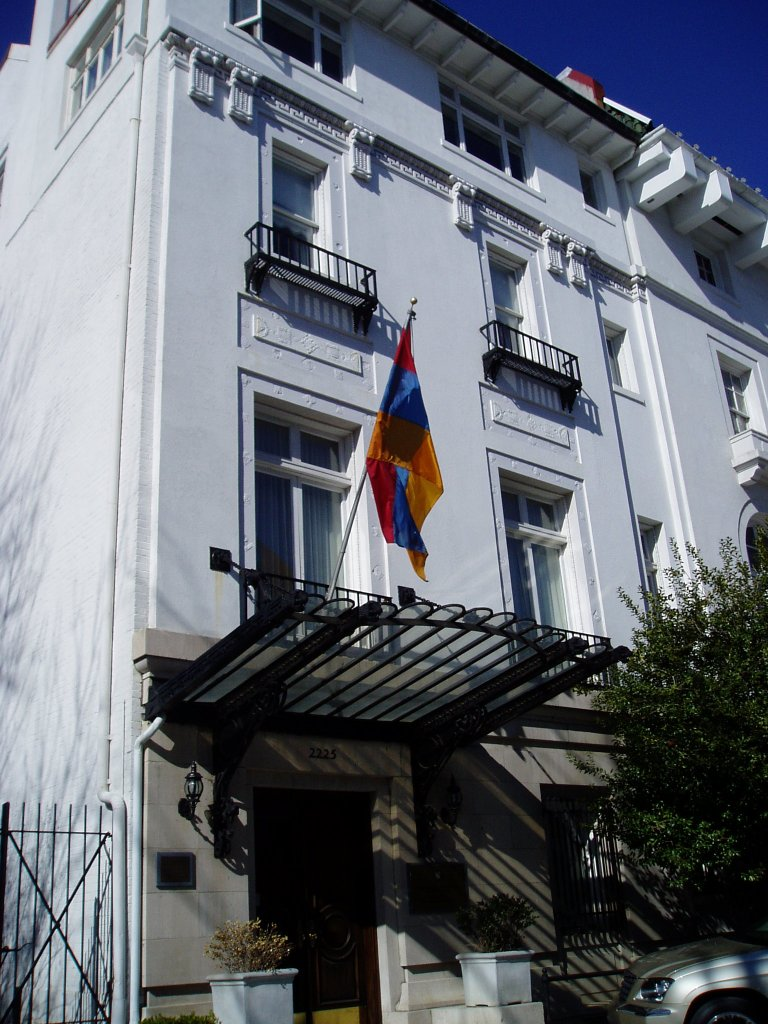
Ambasada Armenii w Waszyngtonie

  - Rostów nad Donem (konsulat generalny)
  - Soczi (konsulat)
- Rumunia
  - Bukareszt (ambasada)
- Stolica Apostolska
  - Rzym (ambasada)
- Szwajcaria
  - Genewa (ambasada)
- Ukraina
  - Kijów (ambasada)
- Wielka Brytania
  - Londyn (ambasada)
- Włochy
  - Rzym (ambasada)

## Ameryka Północna, Środkowa i Karaiby
- Kanada
  - Ottawa (ambasada)
- Meksyk
  - Meksyk (miasto) (ambasada)
- Stany Zjednoczone
  - Waszyngton (ambasada)
  - Los Angeles (konsulat generalny)

## Ameryka Południowa
- Argentyna
  - Buenos Aires (ambasada)
- Brazylia
  - Brasília (ambasada)

## Afryka
- Egipt
  - Kair (ambasada)

## Azja

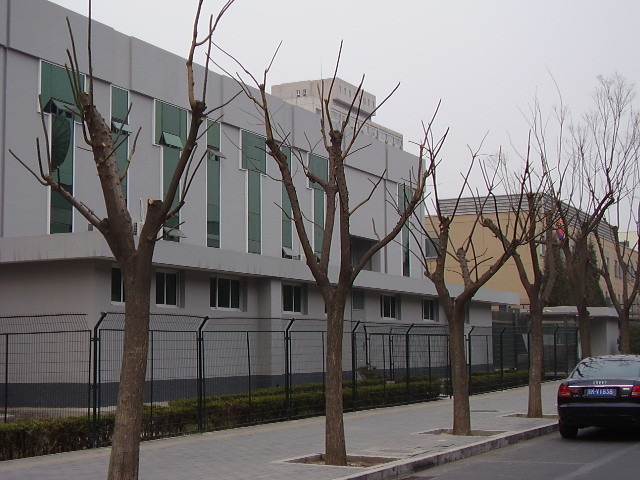
Ambasada Armenii w Pekinie

- Chiny
  - Pekin (ambasada)
- Gruzja
  - Tbilisi (ambasada)
  - Batumi (konsulat generalny)
- Indie
  - Nowe Delhi (ambasada)
- Indonezja
  - Dżakarta (ambasada)
- Irak
  - Bagdad (ambasada)
- Iran
  - Teheran (ambasada)
- Japonia
  - Tokio (ambasada)
- Kazachstan
  - Astana (ambasada)
- Kuwejt
  - Kuwejt (miasto) (ambasada)
- Liban
  - Bejrut (ambasada)
- Syria
  - Damaszek (ambasada)
  - Aleppo (konsulat generalny)
- Turkmenistan
  - Aszchabad (ambasada)
- Wietnam
  - Hanoi (ambasada)
- Zjednoczone Emiraty Arabskie
  - Abu Zabi (ambasada)

## Organizacje międzynarodowe

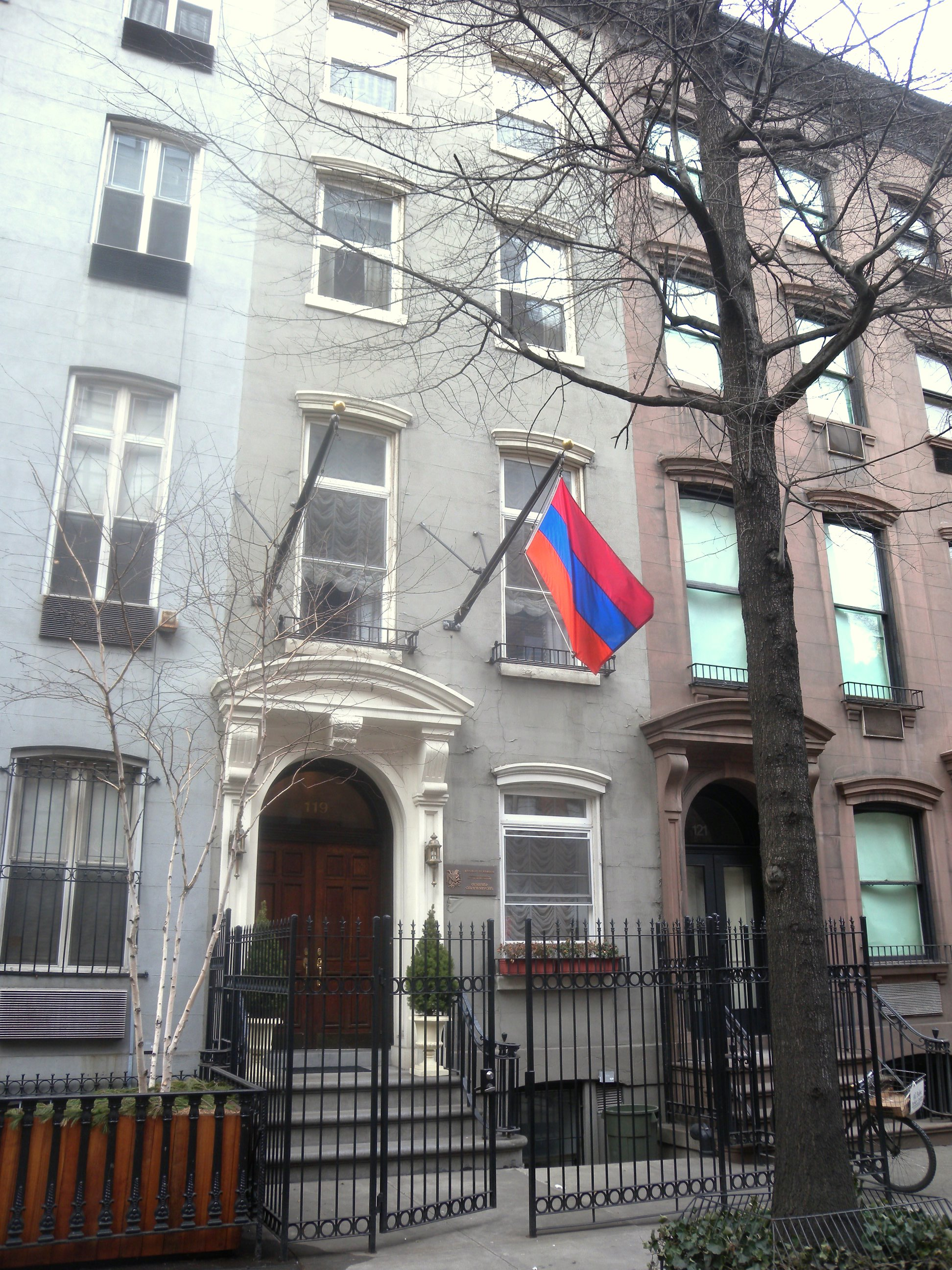
Stałe Przedstawicielstwo Armenii przy ONZ w Nowym Jorku

- Nowy Jork – Stałe Przedstawicielstwo przy Organizacji Narodów Zjednoczonych
- Genewa – Stałe Przedstawicielstwo przy Biurze Narodów Zjednoczonych i innych organizacjach
- Wiedeń – Stałe Przedstawicielstwo przy Biurze Narodów Zjednoczonych i Organizacji Bezpieczeństwa i Współpracy w Europie
- Rzym – Stałe Przedstawicielstwo przy Organizacji Narodów Zjednoczonych do spraw Wyżywienia i Rolnictwa
- Mińsk – Stałe Przedstawicielstwo przy Wspólnocie Niepodległych Państw
- Stambuł – Stałe Przedstawicielstwo przy Organizacji Współpracy Gospodarczej Państw Morza Czarnego
- Bruksela – Stałe Przedstawicielstwo przy Unii Europejskiej
- Strasburg – Stałe Przedstawicielstwo przy Radzie Europy